# 닛코 가도

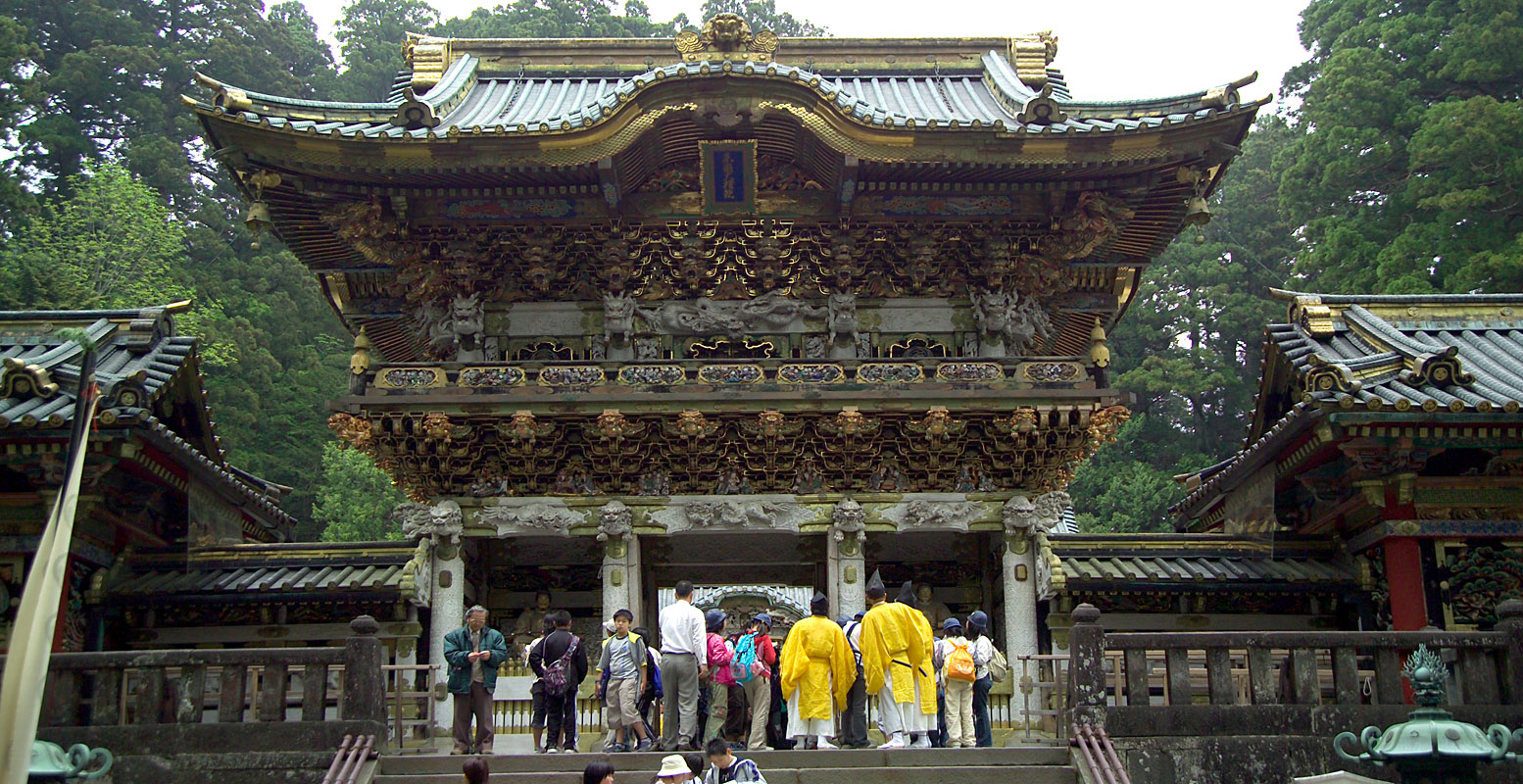
닛코 동조궁

닛코 가도(日光街道 닛코카이도[*])는 에도 시대의 오가도의 하나로 에도(오늘날의 도쿄)와 닛코 동조궁(오늘날의 도치기현 닛코시)을 연결한다. 닛코 가도는 1617년에 도쿠가와 이에야스에 의해 동조궁과의 원활한 교통을 위해 건설되었다. 닛코 가도는 오가도 중 가장 짧으며 21개의 슈쿠바(역참)이 있다. 그리고 이 중 17개가 오슈 가도와 겹친다. 오늘날 국도 4호선의 일부에 해당한다.

## 같이 보기
- 고카이도
  - 도카이도
  - 나카센도
  - 고슈 가도
  - 오슈 가도